# Puchar Wysp Owczych w piłce nożnej (2009)
W roku 2009 odbyła się 54. edycja Pucharu Wysp Owczych, imprezy piłkarskiej organizowanej na tym archipelagu od 1955 roku. Rozgrywki te składały się z kilku etapów:
- Runda wstępna (brało udział sześć drużyn, w tym trzy z niższej ligi niż druga w sezonie 2009),
- Runda eliminacyjna (brało udział szesnaście drużyn, w tym trzy awansowane z rundy wstępnej),
- Ćwierćfinał (brało udział osiem zwycięskich drużyn z poprzedniej rundy),
- Półfinały (brało udział cztery zwycięskie drużyny z poprzedniej rundy, są to tzw. dwumecze),
- Finał

## Przebieg

### Runda wstępna
W rundzie wstępnej wzięły udział następujące drużyny: Skála ÍF (1. deild), TB Tvøroyri (1. deild), MB Miðvágur (1. deild), Undri FF (2. deild), NÍF Nólsoy (3. deild), Royn Hvalba (3. deild). Całość odbyła się 28 marca 2009, na stadionach w: Miðvágur, Tvøroyri oraz Hvalba. Mecz między zespołami MB Miðvágur i Skála ÍF musiał zostać przeniesiony z 28 marca na 30 marca, ze względu na pokrywę śnieżną, zalegającą na płycie stadionu.
| 28 marca 2009 | Royn Hvalba · Jóhannes Jespersen 47' | 1:20:2 | Undri FF · 13' Hanus Rasmussen · 33' Christian Vilhelm Jacobsen | Hvalba Sędzia: Niels Petersen |
|               |                                      |        |                                                                 |                               |

| 28 marca 2009 15:00 | TB Tvøroyri · Gilli Sørensen 30' 82' · Tórður Mortensen 52' · Gunnleif Olsen 56' · Jan Smedemark 65' · Heini Mortensen 75' | 6:01:0 | NÍF Nólsoy | Sevmýri, Tvøroyri Sędzia: Lars Müller |
|                     | |        |            |                                       |

| 30 marca 2009 18:00 | MB Miðvágur · Poul Poulsen 20' · John Johansen 46' 62' · Esmar Fagraberg 90' | 4:11:1 | Skála ÍF · 10' Jákup Berthelsen | Miðvágur Sędzia: Kim Poulsen |
|                     |                                                                              |        |                                 |                              |

### Runda eliminacyjna
W rundzie eliminacyjnej wzięło udział szesnaście zespołów. Są to drużyny pierwszoligowe: 07 Vestur, Víkingur Gøta, AB Argir, B68 Toftir, B36 Tórshavn, KÍ Klaksvík, ÍF Fuglafjørður, HB Tórshavn, NSÍ Runavík oraz EB/Streymur, drugoligowe: TB Tvøroyri, MB Miðvágur, FC Hoyvík, VB/Sumba, B71 Sandoy, a także trzecioligowy Undri FF. Mecze zostały rozegrane w miejscowościach: Gøta, Argir, Hoyvík, Tvøroyri, Klaksvík, Sandur, Tórshavn i Vágur.
| 9 kwietnia 2009 15:00 | Víkingur Gøta · Hans Djurhuus 16' · Sam Jacobsen 18' · Andreas Olsen 32' · Martin Olsen 67' · Sølvi Vatnhamar 87' | 5:03:0 | MB Miðvágur | Sarpugerði, Gøta Widzów: 300 Sędzia: Rúni Gaardbo |
|                       | |        |             |                                                   |

| 9 kwietnia 2009 17:00 | AB Argir · Pól Jóhannus Justinussen (s) 35' · Janus Joensen 87' · Dánjal Rói Olsen 90+2' | 3:21:1 | B68 Toftir · 19' 57' André Olsen | Argir Widzów: 300 Sędzia: Petur Reinert |
|                       |                                                                                          |        |                                  |                                         |

| 9 kwietnia 2009 13:00 | FC Hoyvík · Finn Mørk 23' · Ikechukwu Onyema 71' · Ronni Hansen 81' · Allan Poulsen 82' | 4:01:0 | Undri FF | Hoyvík Widzów: 50 Sędzia: Alex Troleis |
|                       |                                                                                         |        |          |                                        |

| 9 kwietnia 2009 14:00 | TB Tvøroyri | 0:0 k. 8:70:0 | B36 Tórshavn | Sevmýri, Tvøroyri Sędzia: Páll Áugustinisen |
| |             | |              |                                             |
| |             | Rzuty karne |              |                                             |
| Bárður Dimon · Tórur Mortensen · Gilli Sørensen · Jón Magnusarson · Petur Mortensen · Gunleif Olsen · Tróndur Tummasarson · Ivan Stojkovic |             | Klæmint Matras · Magnus Olsen · Hanus Thorleifsson · Johan Ellingsgaard · Høgni Eysturoy · Róaldur Jacobsen · Tróndur Vatnhamar · ? |              |                                             |

| 9 kwietnia 2009 15:00 | KÍ Klaksvík | 0:30:0 | 07 Vestur · 52' Holgar Djurhuss · 63' Milan Pejcic · 90' Kim Poulsen | Djúpumýri, Klaksvík Sędzia: Dagfinn Olsen |
|                       |             |        |                                                                      |                                           |

| 9 kwietnia 2009 | B71 Sandoy | 0:10:0 | ÍF Fuglafjørður · 62' Jonn Thomsen | Inni í Dal, Sandur Widzów: 200 Sędzia: Eiler Rasmussen |
|                 |            |        |                                    |                                                        |

| 9 kwietnia 2009 15:00 | HB Tórshavn · Fróði Benjaminsen 16' · Andrew av Fløtum 51' | 2:11:1 | NSÍ Runavík · 20' Károly Potemkin | Gundadalur, Tórshavn Widzów: 1000 Sędzia: Georg Rasmussen |
|                       |                                                            |        |                                   |                                                           |

| 9 kwietnia 2009 14:00 | VB/Sumba | 0:40:0 | EB/Streymur · 47' Arnbjørn Hansen · 68' 85' Leif Niclasen · 86' Hans Pauli Samuelsen | Vágur Widzów: 300 Sędzia: Lars Müller |
|                       |          |        |                                                                                      |                                       |

### Ćwierćfinały
W ćwierćfinałach zagrały drużyny, które wygrały w rundzie eliminacyjnej. Wszystkie z tych meczów odbyły się 29 kwietnia 2009 roku. Uczestniczącymi drużynami były: pierwszoligowe: 07 Vestur, AB Argir, EB/Streymur, HB Tórshavn, ÍF Fuglafjørður, Víkingur Gøta oraz drugoligowe: FC Hoyvík i TB Tvøroyri. Mecze rozegrano w miejscowościach: Gøta, Streymnes, Sørvágur oraz Tvøroyri.
| 29 kwietnia 2009 15:30                                                           | TB Tvøroyri · Hanus Mortensen 47' | 1:1 k. 3:40:0                                                                      | AB Argir · 75' Høgni Joensen | Sevmýri, Tvøroyri Widzów: 200 Sędzia: Rúni Gaardbo |
|                                                                                  |                                   |                                                                                    |                              |                                                    |
|                                                                                  |                                   | Rzuty karne                                                                        |                              |                                                    |
| Bárður Dimon · Tórur Mortensen · Dan Mortensen · Ivan Stojkovic · Joseph Bassene |                                   | Janus Joensen · Kenneth Jacobsen · Høgni Joensen · Rasmus Nielsen · Jónas Stenberg |                              |                                                    |

| 29 kwietnia 2009 18:00 | Víkingur Gøta · Andreas Lava Olsen 9' · Hanus Jacobsen 71' | 2:11:0 | HB Tórshavn · 74' Hans á Lag | Sarpugerði, Gøta Widzów: 400 Sędzia: Eiler Rasmussen |
|                        |                                                            |        |                              |                                                      |

| 29 kwietnia 2009 18:30 | EB/Streymur · Hans Pauli Samuelsen 86' | 1:00:0 | FC Hoyvík | Við Margáir, Streymnes Sędzia: Petur Reinert |
|                        |                                        |        |           |                                              |

| 29 kwietnia 2009 18:30 | 07 Vestur | 0:30:1 | ÍF Fuglafjørður · 5' Pól Ennigarð · 38' Høgni Zachariasen · 82' Ragnar Niclassen (s) | Sørvágur Widzów: 300 Sędzia: Lars Müller |
|                        |           |        |                                                                                      |                                          |

### Półfinały
Cztery drużyny, które zostały do tej pory w rozgrywkach uczestniczyły w półfinałach. Rozegrano je na zasadzie dwumeczu, tj. wylosowane pary rozgrywają dwa mecze – jeden na stadionie jednej z drużyn, drugi na stadionie drugiej. Odbyły się one 13. i 28 maja i wzięły w nich udział jedynie kluby pierwszoligowe: AB Argir, EB/Streymur, ÍF Fuglafjørður i Víkingur Gøta, a mecze rozegrano w miejscowościach: Argir, Fuglafjørður, Gøta i Streymnes.
Pierwsze półfinały:
| 13 maja 2009 18:30 | ÍF Fuglafjørður | 0:10:0 | Víkingur Gøta · 67' Finnur Justinussen | Fløtugerði, Fuglafjørður Widzów: 600 Sędzia: Rasin Djurhuus |
|                    |                 |        |                                        |                                                             |

| 13 maja 2009 | AB Argir · Kenneth Jacobsen 68' | 1:10:0 | EB/Streymur · 53' Dánjal Davidsen | Vika Stadium, Argir Widzów: 600 Sędzia: Petur Reinert |
|              |                                 |        |                                   |                                                       |

Drugie półfinały:
| 28 maja 2009 19:00 | Víkingur Gøta · Hans Jørgen Djurhuus 24' · Finnur Justinussen 44' · Súni Olsen 59' · Magnus Skoralið 76' · Sølvi Vatnhamar 80' | 5:02:0 | ÍF Fuglafjørður | Sarpugerði, Gøta Widzów: 300 Sędzia: Eiler Rasmussen |
|                    | |        |                 |                                                      |

| 28 maja 2009 19:00 | EB/Streymur · Bárður Olsen 2' · Brian Olsen 63' · Arnbjørn Hansen 74' · Sorin Anghel 88' | 4:11:0 | AB Argir · 61' Rasmus Nielsen | Við Márgáir, Streymnes Sędzia: Dagfinn Olsen |
|                    |                                                                                          |        |                               |                                              |

### Finał
Finał ostatecznie rozstrzygnął, do kogo trafił puchar Wysp Owczych w piłce nożnej mężczyzn. Była to drużyna Víkingur Gøta, która w finale pokonała EB/Streymur 3:2. Mecz o trzecie miejsce nie został rozegrany. Finał odbył się 29 lipca 2009 roku.
| 29 lipca 2009 16:00 | Víkingur Gøta · Hans Jørgen Djurhuus 7' · Andreas Olsen 48' · Finnur Justinussen 88' | 3:21:1 | EB/Streymur · 16' Pauli Hansen · 89' Arnbjørn Hansen | Gundadalur, Tórshavn Widzów: 2900 Sędzia: Páll Áugustinisen |
|                     |                                                                                      |        |                                                      |                                                             |

### Strzelcy
Najlepszymi strzelcami w turnieju zostali:
| Miejsce | Kraj        | Zawodnik             | Klub          | Bramki |
| ------- | ----------- | -------------------- | ------------- | ------ |
| 1       | Wyspy Owcze | Arnbjørn Hansen      | EB/Streymur   | 3      |
| 1       | Wyspy Owcze | Tórður Mortensen     | TB Tvøroyri   | 3      |
| 1       | Wyspy Owcze | Gilli Sørensen       | TB Tvøroyri   | 3      |
| 1       | Wyspy Owcze | Hans Jørgen Djurhuus | Víkingur Gøta | 3      |
| 1       | Wyspy Owcze | Finnur Justinussen   | Víkingur Gøta | 3      |
| 1       | Wyspy Owcze | Andreas Lava Olsen   | Víkingur Gøta | 3      |
| 7       | Wyspy Owcze | Høgni Joensen        | AB Argir      | 2      |
| 7       | Wyspy Owcze | Janus Joensen        | AB Argir      | 2      |
| 7       | Wyspy Owcze | Rasmus Nielsen       | AB Argir      | 2      |
| 7       | Wyspy Owcze | André Olsen          | B68 Toftir    | 2      |
| 7       | Wyspy Owcze | Leif Niclasen        | EB/Streymur   | 2      |
| 7       | Wyspy Owcze | Hans Pauli Samuelsen | EB/Streymur   | 2      |
| 7       | Wyspy Owcze | John Johansen        | MB Miðvágur   | 2      |
| 7       | Wyspy Owcze | Gunnleif Olsen       | TB Tvøroyri   | 2      |
| 7       | Serbia      | Ivan Stojkovic       | TB Tvøroyri   | 2      |
| 7       | Wyspy Owcze | Sølvi Vatnhamar      | Víkingur Gøta | 2      |
| ...     |             |                      |               |        |